# Game Center
Game Center is een computerspelnetwerk van Apple Inc. voor op het besturingssysteem iOS. Het biedt gebruikers de mogelijkheid om samen met vrienden en onbekenden te spelen (in spellen met een multiplayer-modus), scores te vergelijken, en om prestaties te behalen en te vergelijken. De dienst is vergelijkbaar met gamenetwerken als Xbox network en PlayStation Network.
Sinds iOS 10 en macOS Sierra 10.12 heeft Game Center geen losse app meer. Dat betekent niet dat Game Center niet meer bestaat, Apple heeft alleen de app verwijderd. Game Center is nog steeds te vinden in Instellingen en ontwikkelaars kunnen nog steeds gebruikmaken van de mogelijkheden van Game Center.

## Achtergrond
Gamen is na de lancering van de applicatiewinkel App Store uitgegroeid tot een belangrijk onderdeel van het besturingssysteem iOS. In tegenstelling tot consoles, bood Apple geen geïntegreerd sociaal netwerk aan. Na enige tijd verschenen er andere applicaties die dit gebrek probeerden op te vullen, zoals OpenFeint, Plus+, Agon Online en Scoreloop. Deze aanpak leidde tot een verdeelde ervaring voor de gebruiker. Apple heeft hierna besloten een eigen computerspelnetwerk te introduceren om dit probleem te verhelpen.

## Geschiedenis
Game Center werd aangekondigd op 8 april 2010 tijdens een evenement waarin iOS 4 werd getoond. In augustus van dat jaar kregen ontwikkelaars een voorlopige versie in handen om hun applicaties voor te kunnen bereiden op de lancering van het netwerk. Alhoewel het oorspronkelijk aangekondigd was als onderdeel van iOS 4.0 werd het netwerk samen met iOS 4.1 gelanceerd.

## Gebruik
Bij Game Center wordt gebruikgemaakt van het Apple-ID van de gebruiker. De gebruiker kan wel zijn eigen gebruikersnaam aangeven. In het beginscherm van de applicatie worden het aantal vrienden, games en achievements van de gebruiker getoond. Ook kan de gebruiker hier een status bericht aangeven, welke wordt getoond naast zijn naam.
Verder kan de applicatie gebruikt worden om nieuwe vrienden toe te voegen, games te ontdekken die vrienden spelen, en een multiplayer-spel te beginnen met een vriend of een willekeurig gekozen andere speler. In sommige games is het daarnaast mogelijk om achievements te behalen, die de speler in de Game Center-applicatie met zijn vrienden kan vergelijken. Ook is het mogelijk om je positie op de ranglijst te bekijken. Hierbij zijn wereldwijde en lokale ranglijsten mogelijk, evenals ranglijsten waarin de speler met zijn vrienden wordt vergeleken.

## Ondersteuning
Game Center wordt ondersteund door alle apparaten die iOS 4.1 of hoger draaien. Dit zijn de iPhone 3GS, iPhone 4, iPhone 4S, iPhone 5, iPhone 6 en 6 Plus, iPhone 7 en 7 plus of nieuwer, alle iPads, en de iPod touch vanaf de tweede generatie. De service wordt sinds 2015 ook op Apple TV (4e generatie) of nieuwer ondersteund.